# Hroznatova lípa
Hroznatova lípa je památný strom, který roste v klášteře Teplá u stejnojmenné obce na Karlovarsku. Strom byl pojmenovaný po šlechtici Hroznatovi, který klášter založil.

## Základní údaje
- název: Hroznatova lípa
- výška: 41 m (2004)[1]
- obvod: 910 cm (2004)[1]
- výška koruny: 34 m (2004)[1]
- šířka koruny: 14 m (2004)[1]
- věk: více než 250 let (2004)[1]
- sanace: 2004 (fa PROSTROM)[1], Tomáš Hupač[2]
- souřadnice: 49°57'59.56"N, 12°52'46.51"E

V klášterní zahradě u budovy konventu.

## Stav stromu a údržba
Podle registru památných stromů AOPK ČR patří Hroznatova lípa mezi tři nejvyšší památné lípy. Mohutný kmen (původně dvojkmen, z druhého kmene zbylo pouze duté torzo se větví poměrně vysoko, u země je výrazně širší a vymlazuje. Dutina je rozšířena i do druhého kmene a vystupuje zhruba do poloviny výšky stromu. Uvnitř jsou patrné náznaky tvorby adventivních kořenů. Koruna je asymetricky větvena. Strom je ve velmi dobrém stavu. 
V roce 2004 bylo společností PROSTROM provedeno vyčištění dutiny, začištění okraje v závislosti na vytvořeném kalusu, zastřešení centrální dutiny epoxidovou mřížkou, instalace bezpečnostní vazby Florapas s nosností 2 t, symetrizační a zdravotní řez.

## Historie a pověsti
Klášter založil roku 1193 šlechtic Hroznata jako projev vděku za osvobození od účasti ve 3. křížové výpravě. Na přelomu století se stal členem řádu a správcem majetku kláštera. Na jedné z cest byl zajat loupeživými rytíři, kteří požadovali výkupné. Hroznata ale nedovolil opatovi, aby výkupné zaplatil, a tak ve vězení 14. července 1217 zemřel hladem. Hroznata byl blahořečen 16. září 1897, jeho svátek je slaven 14. července. V září 2004 byl zahájen oficiální kanonizační proces. A mimo to po něm byla nazvána i nejmohutnější lípa kláštera.

## Památné a významné stromy v okolí
- Lípa u hřbitova (300 let, 0,5 km S)
- Dub nad Starým rybníkem (1,8 km JJV)
- Tepelský dub (Teplá, 2,5 km SSZ)
- Heřmanovský buk (2,7 km SZ)
- Jírovec u Mariánské kapličky v Jankovicích (Jankovice, 4 km SZ)
- Beranovská olše (Beranovka, 6 km autem, 4 km přes les, J)
- Javor u brány (Staré sedlo, 6,5 km JV)